# Cymanfa Ganu
Un Cymanfa Ganu (Pronuncia gallese: kəˈmanva ˈɡanɨ, Festival del canto), è un festival gallese di inni sacri, cantati con un'armonia in quattro parti da una congregazione, solitamente sotto la direzione di un direttore di coro.

## Storia
Il movimento Cymanfa Ganu fu lanciato nel 1859 nella Bethania Chapel ad Aberdare, dove il pioniere fu il reverendo Evan Lewis.
In Galles i Cymanfa Ganu si tengono ogni anno in molti villaggi e città in tutto il paese. Alcuni fanno più di un Cymanfa Ganu all'anno, come spesso molte cappelle separate tengono per conto loro. Alcuni grandi eventi annuali si verificano in alcune cappelle e si svolgono in festival come il National Eisteddfod of Wales e il Llangollen International Musical Eisteddfod. Alcuni sono tenuti occasionalmente in teatri e sale da concerto. I Cymanfa Ganus sono tenuti in tutto il mondo, ovunque vivano persone di origine gallese, significativamente in Patagonia (Argentina), ad es. Trelew, Gaiman, dove c'erano importanti insediamenti gallesi del XIX secolo. In alcune di queste aree il gallese è ancora parlato come lingua principale nell'uso quotidiano, di solito insieme allo spagnolo. Al di fuori del Galles, nel Regno Unito, ci sono Cymanfa Ganu a Londra, parti delle Midlands Occidentali e altre aree dove ci sono ancora cappelle che usano il Galles come collante.
La preservazione del Cymanfa Ganu come caratteristica unica della cultura gallese è sostenuta da un certo numero di associazioni culturali gallesi, come l'Associazione nazionale del Gymanfa Ganu della Nuova Zelanda e l'Associazione nazionale Gallese del Gymanfa Ganu (America del Nord).

## Gymanfa Ganu nordamericano
Una volta all'anno un Festival Nordamericano del Galles della durata di quattro giorni (un Gymanfa Ganu, comunemente chiamato Nazionale) si svolge in Nord America durante il fine settimana del Labor Day. Il festival si apre giovedì sera con un Noson Lawen, che alcuni chiamano una Notte Amatoriale Gallese. Il fine settimana continua con un banchetto serale il venerdì e un concerto del sabato, in genere con un coro gallese di voci maschili e solisti, entrambi del Galles.
La domenica è il giorno finale del festival di quattro giorni che inizia con una chiesa bilingue e un servizio commemorativo. Dopo un breve intervallo, questo servizio viene seguito da sessioni pomeridiane e serali del Gymanfa Ganu stesso. Una caratteristica unica del gymanfa ganu è la separazione delle postazioni sedute delle voci di contralto, soprano, tenore e basso in sezioni per il canto dell'armonia a quattro parti. E mentre il Gymanfa Ganu è condotto con la dignità di un servizio in chiesa, non è ignoto che il direttore musicale interrompe il canto quando una o più sezioni vocali si distraggono dall'armonia desiderata e richiede un'attenzione speciale.
Gli intervalli tra gli atti ufficiali sono frequenti sessioni di canto spontaneo degli inni preferiti. Un mercatino gallese, che offre prodotti gallesi, manufatti, souvenir, registrazioni e libri, è disponibile anche durante i giorni del festival.
L'Associazione nazionale gallese del Gananfa Ganu è il principale organo organizzativo responsabile della realizzazione dell'evento.